# 山本亡羊
山本 亡羊（やまもと ぼうよう）は江戸時代後期の医者、儒学者、本草学者。高槻藩臨時御用医。父山本封山に経学、医術、小野蘭山に本草学を学んだ。京都の自邸・山本読書室に西国各地から多くの弟子を迎え、講義、採薬、物産会を行い、多くの著作を残した。

## 生涯
安永7年（1778年）6月16日、京都油小路通五条上ル上金仏町に生まれた。父山本封山から経学、医術を学び、16歳から21歳まで小野蘭山に本草学を学んだ。また細合半斎に書と詩文、橋本経亮に礼法、東寺の麻田助太夫に雅楽、小沢蘆庵に和歌を学んだ。寛政2年（1790年）夏、河田佐助に槍術、剣法を学び、皆伝を受けた。
薬の効用を研究するため、寛政10年（1798年）9月邸内に植物園を開き、各地で採集した植物を育て、文化13年（1816年）10月隣地を購入して拡張、文政2年（1819年）5月講堂、天保6年（1835年）書庫を建設した。また、文化5年（1808年）から各寺院、文化13年（1808年）からは自宅で物産会を開催した。
光格天皇が譲位して仙洞御所在住の頃、鷹司政煕により採薬使補任の話が持ち上がったが、間もなく上皇が崩御し、政煕も死去したため、立ち消えとなった。
文政9年（1826年）シーボルトが江戸参府途中京都に滞在中交流し、この時贈られたというガラス薬瓶が現存する。
弘化元年（1844年）3月高槻藩臨時御用医となり、毎月1回高槻に出張した。嘉永年間には幕府より本草関係職へ登用の風聞があったが、心は朝廷にあり幕府仕官をいさぎよしとせず、病気を理由に謝絶した。
安政3年（1856年）9月28日軽度の中風に罹り、一度快復したものの、安政6年（1859年）10月16日再発し、11月27日死去し、11月30日深草山宝塔寺に葬られた。明治42年（1909年）5月29日、正五位を追贈された。

## 生活
1月1日を除く毎日往診を行ったが、一人一人の診療を丁寧に行うため、1日に診療する人数を10人までとした。講義は朝四ツ時から正午まで行い、2,7のつく日は医学、3,8の日は本草学、4,9の日は経学を教え、1日の夜は詩会、15日の夜は文会を開いた。晩年は麗沢社と号して仲間内で文芸活動を行った
趣味は、星野検校、山本検校に平曲を学び、時鳥と名付けた愛用の琵琶が現存する。相撲及び相撲の観戦を好み、七目崎という力士を招いて自宅隣の空地で相撲を興行したこともあった。囲碁も好んだが、腕は初段との対局で井目程度だった。

## 著書
山本の著作の一部はマイクロフィルムないしスキャナーによるデジタル化処理済みで、インターネット上の国立国会図書館デジタルコレクションや国文学研究資料館の「国書データベース」などで公開されている。昔の目録には載っているものの、現存が確認できないものも幾つか知られている。

### 刊本
- 虚字註釈備考証[17]
- 洛医彙講[18]
- 七十二候名花詩評[19]
- 『百品考』（北村屋太助出版、1838-1853年、国立国会図書館所蔵、資料番号：特1-6） 国立国会図書館書誌ID:000007312497（他館所蔵の資料もあり）
- 『懐中食性』（秋田屋太右エ門ほか出版、文化8年、九州大学医学部所蔵、資料番号：KYUS-000362）doi:10.20730/100335569（他館所蔵の資料もあり）

### 写本
- 『格致類編』（写本、東京大学理学研究系植物園所蔵、資料番号：TOKY-02558）doi:10.20730/100452307（他館所蔵の資料もあり）
- 本草綱目記聞[20][21]
- 本草目録[21]
- 本草記聞[20][21]
- 本草講録[22]
- 花鏡講録[23]
- 救荒野譜記聞[21]
- 『救荒本草記聞』（写本、研医会図書館所蔵、資料番号KNIN-00205）doi:10.20730/100248502
- 大和本草拾遺[22][21]
- 大和本草紀聞[21]
- 過庭紀聞[21]
- 爾雅講録[17]
- 物産志稿[24]
- 読書記[25]
- 亡羊集[26]
- 『屈佚文藻』（田中龍太郎写本、1935年、国立国会図書館所蔵、資料番号：859-27）doi:10.11501/2540055
- 『医学字林』（写本、東京大学理学系付属植物園所蔵、資料番号：TOKY-02612）doi:10.20730/100452361
- 痘疹治要[27]
- 通語[28]
- 和名類抄[29]
- 薬名考輯[17]
- 強勉斎随筆[30]
- 方言見聞録[29]
- 穴法捷径[21]
- 和書物産考[26]
- 『山本亡羊採薬目録』（写本、国立国会図書館所蔵、資料番号：849-39）doi:10.11501/2539371
- 『指侫草ノ記』（写本、国立国会図書館所蔵、資料番号：特1-436） doi:10.11501/2535795
- 『人参考』（写本、国立国会図書館所蔵、資料番号：特1-940）doi:10.11501/2536135
- 人参植種考[21]
- 四史蒙求[21]
- 史抄[21]
- 記事珠[21]
- 忘箄窃記[21]

## 門人

### 儒学
- 神山鳳陽[31]
- 多田東蕪[31]
- 西尾鹿峰[31]
- 野口左門[31]
- 田中河内介[31][32]
- 家里松島[31]
- 長松幹[31]
- 馬杉雲外[33]

### 本草学
- 西村広休[34][35]
- 岡安定[34]
- 松浦武四郎[34]
- 江馬蘭斎[34]
- 野田青霞[34]
- 岩永文楨[34]
- 長井琳章[34]
- 伊藤浚明[34]
- 松永周甫[34]
- 今井風山軒[34]
- 松岡十太夫[34]
- 賀来飛霞[34]
- 百々三郎[34]
- 田中宣之[34]
- 梯晋三[34]
- 吉川丈五郎[34]

飯沼慾斎等蘭山の門弟も蘭山の死後門下に入り、典薬寮医の多くも門下にあった。
公家一条忠香、水戸藩水戸斉昭、津藩藤堂高猷、富山藩前田利保にも直接または間接的に講義、助言等を行った

## 交友
- 岩垣竜渓
- 岩垣月洲
- 佐野山陰
- 猪飼敬所
- 三角東圃
- 福井榕亭
- 福井棣園
- 摩島松南
- 中山松陰
- 若槻幾斎
- 百々漢陰
- 百々鳩窓
- 鈴木遺音
- 宇津木昆台（中国語版）
- 辻慶儀
- 岸岱
- 中島棕隠
- 貫名海屋
- 梅辻春樵
- 小田海仙
- 近藤抑斎
- 中村益斎
- 中村安右衛門
- 熊谷蓮心
- 北大路竹窓
- 脇屋恕亭
- 中村新斎

頼山陽、浦上春琴の人となりを喜ばず、二人に接したことはなかった。山陽のことは会所（髪結床）の日手間、春琴のことは巾着切と蔑んだ。

## 親族
- 父：山本封山 - 西本願寺用人格[38]。
- 母：竹内氏[39]
- 兄：山本世竜 - 歌人。病気のため家は継がなかった[39]。
- 妻：玲 - 華頂宮臣青木如水二女[40]。天明8年（1788年）12月13日生、享和2年（1802年）5月25日結婚、嘉永5年（1852年）2月18日没[41]。
- 長男：山本本太郎 - 文化6年（1809年）7月7日生、夭逝[42]。
- 二男：山本榕室 - 錫夫、沈三郎。家督を継いだ[42]。
- 三男：山本弦堂 - 秀夫、秀五郎。医業を修め、新政府に出仕した[43]。
- 四男：山本渓愚 - 章夫、藤十郎。画業を修めた[44]。
- 五男：山本確斎 - 正夫、余一郎。鳥飼に医業を開いた後、新政府に出仕した[45]。
- 六男：山本楓庭 - 善夫、十二郎。富田に医業を開いた後、度会県大属を務めた[46]。
- 七八男、娘4名は夭逝[40]。

家族に対する態度は厳格で、息子等には20歳から60歳までは自ら生計を立てるよう命じ、「同居合貲の法」を定めて給料を一括管理し、毎月金2歩を給付した。また、黄庭堅の句「蔵書万巻、可教子。遺金満籝、常作災。」に倣い財産を遺さなかった。
近年の芝居は猥雑だとして家人に芝居小屋の出入を禁じ、代わりに野村三次郎の常桟敷を購入し、交代で能を鑑賞させた。三男秀夫の妻が実家小倉家に帰省中、家族と四条の小屋に赴いた所、離縁の談判に及び、仲人鈴鹿筑後守の取り持ちで事なきを得た。